# Due cuori e uno scandalo
Due cuori e uno scandalo (First Comes Scandal) è un romanzo della scrittrice americana Julia Quinn pubblicato nel 2020. Si tratta del quarto romanzo della saga nota come Rokesby.

## Trama
Nicholas Rokesby, viene richiamato da Edimburgo dal padre nel Kent per soccorrere l’amica, Georgina Bridgerton, finita ingiustamente al centro di uno scandalo che le ha distrutto la reputazione. Amici fin dall’infanzia i due si ritrovano a conoscersi da capo sotto una luce totalmente nuova.

## Edizioni
- Julia Quinn, Due cuori e uno scandalo, Mondadori, 2020, ISBN 978-8804737254.